# مرکز پژوهش تجزیه بدن مردگان

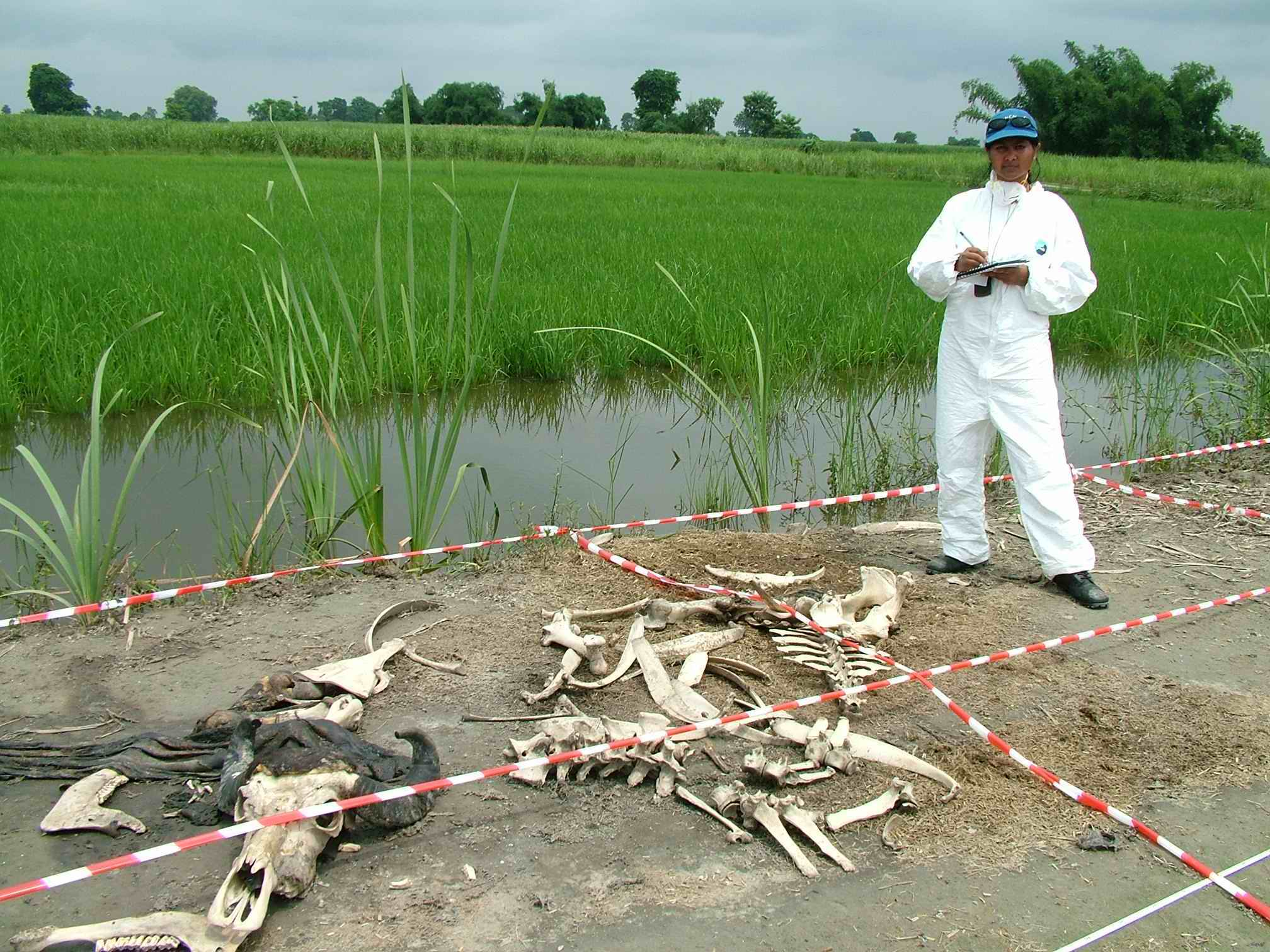
یک پژوهشگاه تجزیه مردگان در هند

پژوهشگاه تجزیه بدن مردگان (انگلیسی: Body farm) یک مرکز تحقیقاتی است که در آن می‌توان تجزیه انسان و سایر حیوانات را در شرایط مختلف مورد مطالعه قرار داد. تسهیلات نخستین توسط ویلیام ام. باس انسان‌شناس در سال ۱۹۸۱ در دانشگاه تنسی در ناکسویل، تنسی طراحی شد، جایی که ویلیام ام. باس علاقه‌مند به پژوهش تجزیه جسد انسان از زمان مرگ تا زمان زوال بود. هدف به دست آوردن درک بهتری از فرایند تجزیه بود و امکان توسعه تکنیک‌هایی برای استخراج اطلاعاتی مانند زمان و شرایط مرگ از بقایای انسان را فراهم می‌کرد. تحقیقات پژوهشگاه تجزیه بدن مردگان در انسان‌شناسی قانونی و رشته‌های مرتبط با آن در زمینه‌های گوناگون کاربردی است و در زمینه‌های اجرای قانون و علوم پزشکی قانونی مفید است. با قرار دادن اجسام در فضای باز و بیرون برای مواجهه با عناصر، محققان می‌توانند درک بهتری از فرایند تجزیه به دست آورند.
اهداف متعددی برای این امکانات تحقیقاتی وجود دارد، اما هدف اصلی آنها مطالعه و ایجاد درک تغییرات تجزیه ای است که در بدن انسان رخ می‌دهد.
هفت پژوهشگاه در این زمینه در سراسر ایالات متحده وجود دارد، بزرگ‌ترین مرکز با مساحت ۲۶ هکتار است. در بریتانیا، تحقیقات بر روی بقایای غیرانسانی، عمدتاً خوکها به دلیل شباهت آنها به انسان متمرکز شده‌است.
این تحقیق برای اهداف پزشکی، حقوقی و آموزشی استفاده می‌شود. پس از تحقیقات در فضای باز، بقایای اسکلتی در مجموعه‌های اسکلتی شناخته شده دائمی که برای تحقیق باز هستند، تمیز و نگهداری می‌شوند. چنین مجموعه‌هایی برای آزمایش و توسعه روش‌های شناسایی جدید اهمیت دارند.
این پژوهش‌ها آموزش‌های پیشرفته ای را برای حفاری گورهای دسته جمعی در تحقیقات حقوق بشر ارائه می‌دهند.
بسیاری برای اهدای اجساد خود به این مراکز ثبت نام می‌کنند و جسد خود را به این مراکز هدیه می‌دهند.